# Condado de Norður-Þingeyjarsýsla
Norður-Þingeyjarsýsla forma parte de los veintitrés condados de Islandia. Se encuentra ubicado en el norte del país, formando parte de la región de Norðurland Eystra. Desde 2006, Húsavík es su principal centro urbano.

## Geografía
Este condado se localiza al norte de Islandia. Su clima es frío en invierno y templado en los veranos. Su superficie se expande sobre un territorio de 5.393 km². 
Su litoral lo baña el océano Ártico. Sus porincipales accidentes son el fiordo de Öxarfjörður, al oriente, y las penínsulas de Melrakkaslétta, en su zona central, y la de Langanes, en su extremo nororiental. Las separa el Þistilfjörður. 
En la segunda se encuentra la zona más septentrional de Islandia, Hraunhafnartangi, donde se encuentra el faro del mismo nombre.

## Demografía
En este condado reside una población de 3.727 habitantes, los que se encuentran distribuidos en el un territorio de 5.393 kilómetros cuadrados. Posee una densidad poblacional de 0,7 residentes por cada kilómetro cuadrado.
Comprende los municipios de Langanesbyggð,1 Norðurþing y Svalbarðshreppur.

### Localidades
Norður-Þingeyjarsýsla comprende las siguientes localidades:
| Localidad    | Altura (m s. n. m.) | Población (2004) |
| ------------ | ------------------- | ---------------- |
| Garður       | 75,8                | 5                |
| Húsavík      | 2,6                 | 726              |
| Kópasker     | 0                   | 3                |
| Raufarhöfn   | 0,9                 | 94               |
| Sauðanes     | 50,9                | 24               |
| Skálar       | 0                   | 10               |
| Skinnastaður | 79,8                | 5                |
| Snartastaðir | 17,9                | 3                |
| Svalbarð     | 47,8                | 5                |
| Þórshöfn     | 17,9                | 28               |
| Víðirhóll    | 456,8               | 5                |